# 耶稣拣选十二使徒

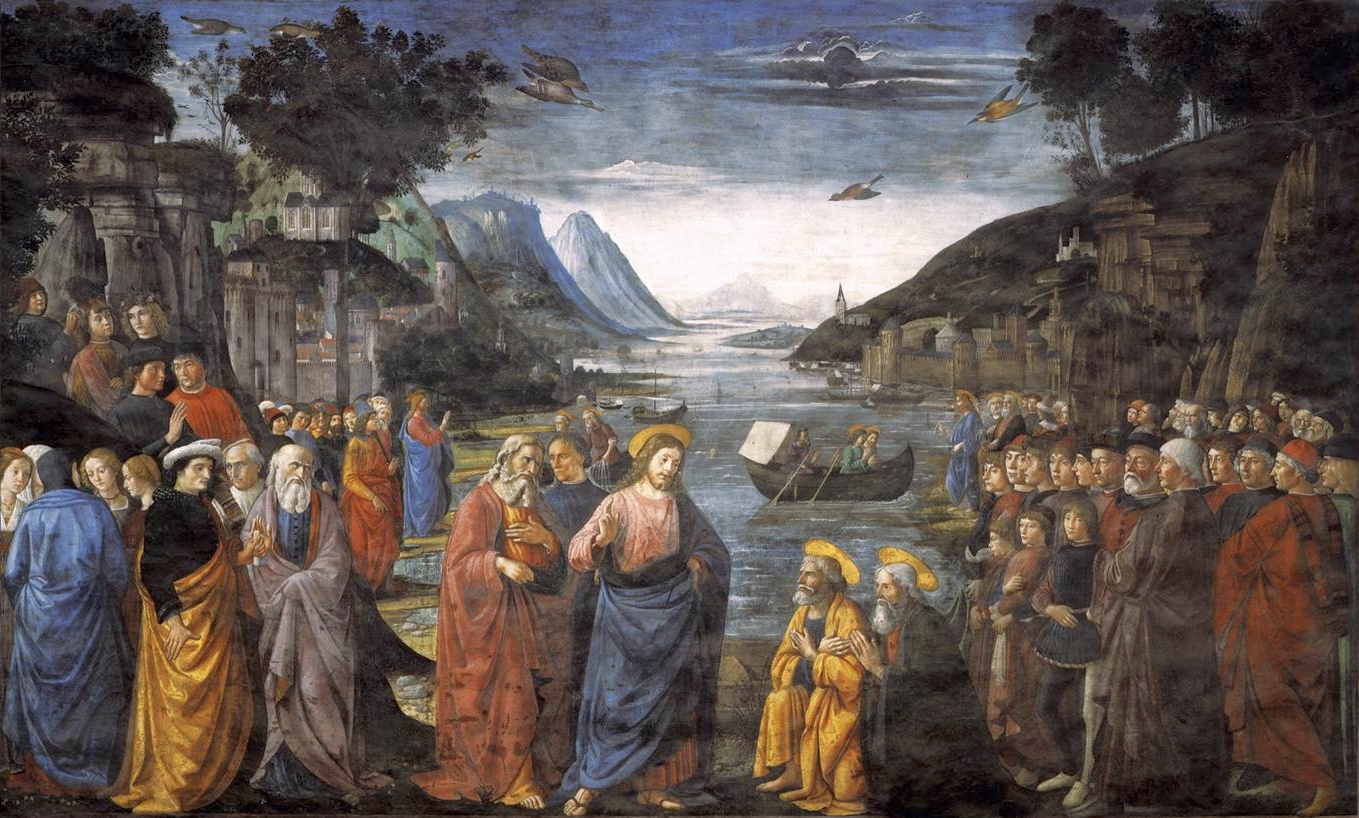
耶稣拣选十二使徒， 多米尼哥·吉兰达奥，1481.

耶稣拣选十二使徒是三本对观福音书（《馬太福音》、《馬可福音》、《路加福音》）都记载过的事件，只有《约翰福音》并没有提及。耶稣经过祷告，从他的众多门徒中拣选了十二位（十二使徒）。

据 《路加福音》记载:
那时，耶稣出去，上山祷告，整夜祷告　神。 到了天亮，叫他的门徒来，就从他们中间挑选十二个人，称他们为使徒。 这十二个人有西门，耶稣又给他起名叫彼得，还有他兄弟安得烈，又有雅各和约翰，腓力和巴多罗买， 马太和多马，亚勒腓的儿子雅各和奋锐党的西门， 雅各的儿子（注：“儿子“或作“兄弟”）犹大和卖主的加略人犹大。 
在《马太福音》中，这一事件发生在耶稣治好一个病人枯萎的手之前。 在 《马可福音》 和 《路加福音》中，拣选十二使徒发生在这一神迹之后。